# کارتیک آریان
کارتیک آریان (متولد ۲۲ نوامبر ۱۹۹۰) یک بازیگر سینمای هند می‌باشد.از جمله نقش آفرینی های مشهور او می توان به فیلم سونو، تیتو، سوئیتی اشاره کرد.

## فیلم‌شناسی
| سال  | فیلم               | شخصیت                                 | یادداشت                                             |
| ---- | ------------------ | ------------------------------------- | --------------------------------------------------- |
| ۲۰۱۱ | ضربه عشق           | راجت (راجو)                           |                                                     |
| ۲۰۱۳ | آکاش وانی          | آکاش                                  |                                                     |
| ۲۰۱۴ | کانچی: شکست‌ناپذیر  | بیندا                                 |                                                     |
| ۲۰۱۵ | ضربه عشق ۲         | آنشول (گوگو)                          |                                                     |
| ۲۰۱۶ | سیلوات             | انور                                  | فیلم کوتاه                                          |
| ۲۰۱۷ | مهمان در لندن      | آریان                                 |                                                     |
| ۲۰۱۸ | سونو، تیتو، سوئیتی | سونو                                  | فروش ۱۰۸٫۱۵ کروری در باکس آفیس و کسب لقب بلاک باستر |
| ۲۰۱۹ | قایم موشک          |                                       |                                                     |
| ۲۰۱۹ | شوهر، همسر و اون   |                                       |                                                     |
| ۲۰۲۰ | عشق امروزی         |                                       |                                                     |
| ۲۰۲۲ | هزار تو ۲          |                                       |                                                     |
| ۲۰۲۲ | فردی               | دکتر فردی                             |                                                     |
| ۲۰۲۳ | شاهزاده            | بانتو                                 |                                                     |
| ۲۰۲۳ | تو دروغگو من مکار  | راهول                                 | حضور افتخاری                                        |
| ۲۰۲۳ | ساتیاپرم کی کاتا   | ساتیاپرم «ساتو»                       |                                                     |
| ۲۰۲۴ | هزار تو ۳          | روهان راندهاوا , دبندرنات 1. 2. 3. 4. |                                                     |